# 이산화 망가니즈
이산화 망가니즈(Manganese dioxide, Manganese(IV) oxide, H288)는 금홍석 구조를 갖는 화합물이다. 회색 또는 흑갈색 분말이며 천연에서 파이로루스광으로서 산출된다. 정방결정계에 속하면서 결정은 루틸형 구조이다. 전기가 잘 통하고 물에는 거의 녹지 않지만 묽은 산과 함께 있을 경우 환원제에 의해 환원된다.
염소산칼륨이나 과산화수소의 분해 반응 시 사용되는 이산화망가니즈는 산소 기체가 쉽게 발생되도록 도와준다. 이산화망가니즈는 분해 반응에 직접 관여하는 것이 아니라 그 분해 반응이 빨리 일어나도록 도와주기만 하고 자신은 반응 전과 반응 후의 질량이나 성질에 전혀 변화가 없는 반응속도만을 빠르게 하는 정촉매로 작용한다.
산화제, 망가니즈산염의 원료, 물감의 제조, 유약, 성냥, 전지, 유리공업, 보일러의 제조 등 여러 분야에서 사용된다.